# NGC 6210
NGC 6210 ist die Bezeichnung eines planetarischen Nebels im Sternbild Herkules. NGC 6210 hat eine Winkelausdehnung von 0,5' × 0,47' und eine Helligkeit von 8,8 mag. Sein recht heller Zentralstern, ein Weißer Zwerg, leuchtet mit einer scheinbaren Helligkeit von 12,9 mag. Die Entfernung wird auf etwa 6.700 Lichtjahre geschätzt, woraus sich aus der scheinbaren Größe eine Ausdehnung von ca. 0,5 Lichtjahren ergibt.
Das Objekt wurde im Jahr 1825 von dem deutschen Astronomen Friedrich Georg Wilhelm Struve entdeckt.

## Beschreibung
Die "Schildkröte" – Turtle Nebula – NGC 6210 im Herkules ist ein sehr heller Planetarischer Nebel mit einem fotografisch gut sichtbaren Zentralstern. Die abgestoßenen Gaswolken leuchten intensiv bläulich türkis, was durch die dominierenden Spektrallinien des einfach (blau) und doppelt (türkis) ionisierten Sauerstoffs verursacht wird. Hochauflösende Aufnahmen mit dem HST zeigen, dass der Zentralstern 4 Jets aus sehr heißem Gas in die ältere und damit kühlere Gashülle ausstößt. Diese ragen als kleine "Füßchen" etwas aus der Gashülle heraus, was dem Nebel das Aussehen einer schwimmenden Wasserschildkröte verleiht.

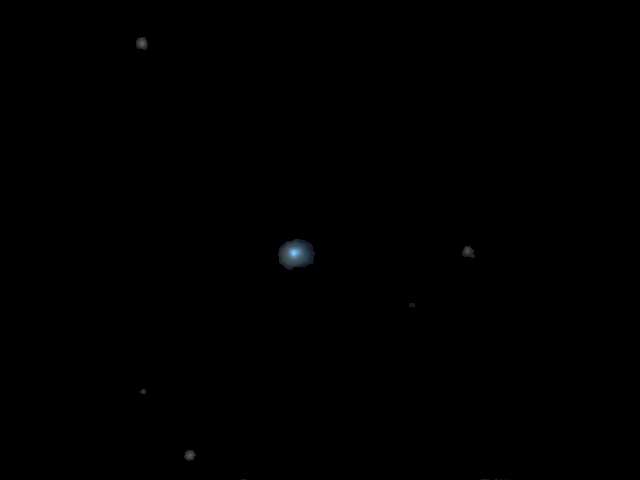
"Schildkrötennebel" NGC 6210, aufgenommen mit einer ToUcam an einem 14"-SCT mit 1,2 m Brennweite
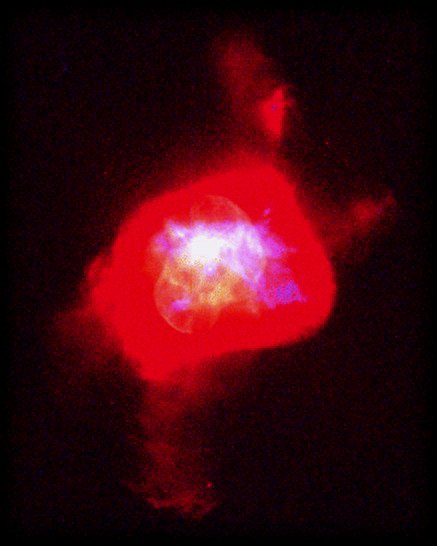
Hubble-Aufnahme mit umgebender Gaswolke

### Visuelle Beobachtung
Im 15-mm-Okular am C14 fällt NGC 6210 als helles, bläulich-türkises Kügelchen sofort auf. Strukturen sind mit 260-facher Vergrößerung nicht auszumachen, der Zentralstern ist jedoch manchmal andeutungsweise zu erkennen.